# أكمية ألنية
أكمية ألنية (الاسم العلمي:Aechmea allenii) هي نوع من النباتات تتبع جنس الأكمية من الفصيلة البروميلية.